# Henri Schoeman
Henri Schoeman, född den 3 oktober 1991 i Vereeniging, är en sydafrikansk triathlet.
Han tog OS-brons i herrarnas triathlon vid olympiska sommarspelen 2016 vid olympiska sommarspelen 2016 i Rio de Janeiro. Vid olympiska sommarspelen 2020 i Tokyo låg han fyra efter simningen och på en 17:e plats efter cyklingen, men tvingades sedan bryta loppet på grund av en fotledsskada.